# Костюткин, Владимир Михайлович
Владимир Михайлович Костюткин (род. 13 ноября 1948, Москва, РСФСР, СССР) — советский российский военный, сотрудник КГБ СССР, полковник, политический деятель, депутат Государственной думы ФС РФ первого созыва (1993—1995) и второго созыва (1995—1999).

## Биография
В 1980 году получил высшее образование по специальности «юрист-правовед» в Высшей школе КГБ СССР имени Ф. Э. Дзержинского. Проходил службу в 9-м управлении КГБ СССР, занятом охраной высших должностных лиц государства, работал сотрудником охраны Л. И. Брежнева. В 1984 году находился в командировке в Афганистане для охраны руководителя Народно-демократической партии Афганистана Бабрака Кармаля. 19 августа 1991 года в день путча был дежурным по Кремлю, в тот же день подал в отставку в звании полковника КГБ СССР.
В 1993 году избран депутатом Государственной думы Федерального собрания Российской Федерации первого созыва. В Государственной думе был членом комитета по вопросам геополитики, входил во фракцию Либерально-демократической партии России.
В 1995 году избран депутатом Государственной думы Федерального собрания Российской Федерации второго созыва, прошёл по партийному списку и по одномандатному округу города Краснодара. В Государственной думе был заместителем председателя комитета по экологии, входил во фракцию ЛДПР.

## Законотворческая деятельность
За время исполнения полномочий депутата Государственной думы I и II созыва выступил соавтором пяти законодательных инициатив и поправок к проектам федеральных законов.